# Hipparchia colombati
Hipparchia colombati är en fjärilsart som beskrevs av Charles Oberthür 1921. Hipparchia colombati ingår i släktet Hipparchia och familjen praktfjärilar. Inga underarter finns listade i Catalogue of Life.